# LU22 Radio Tandil

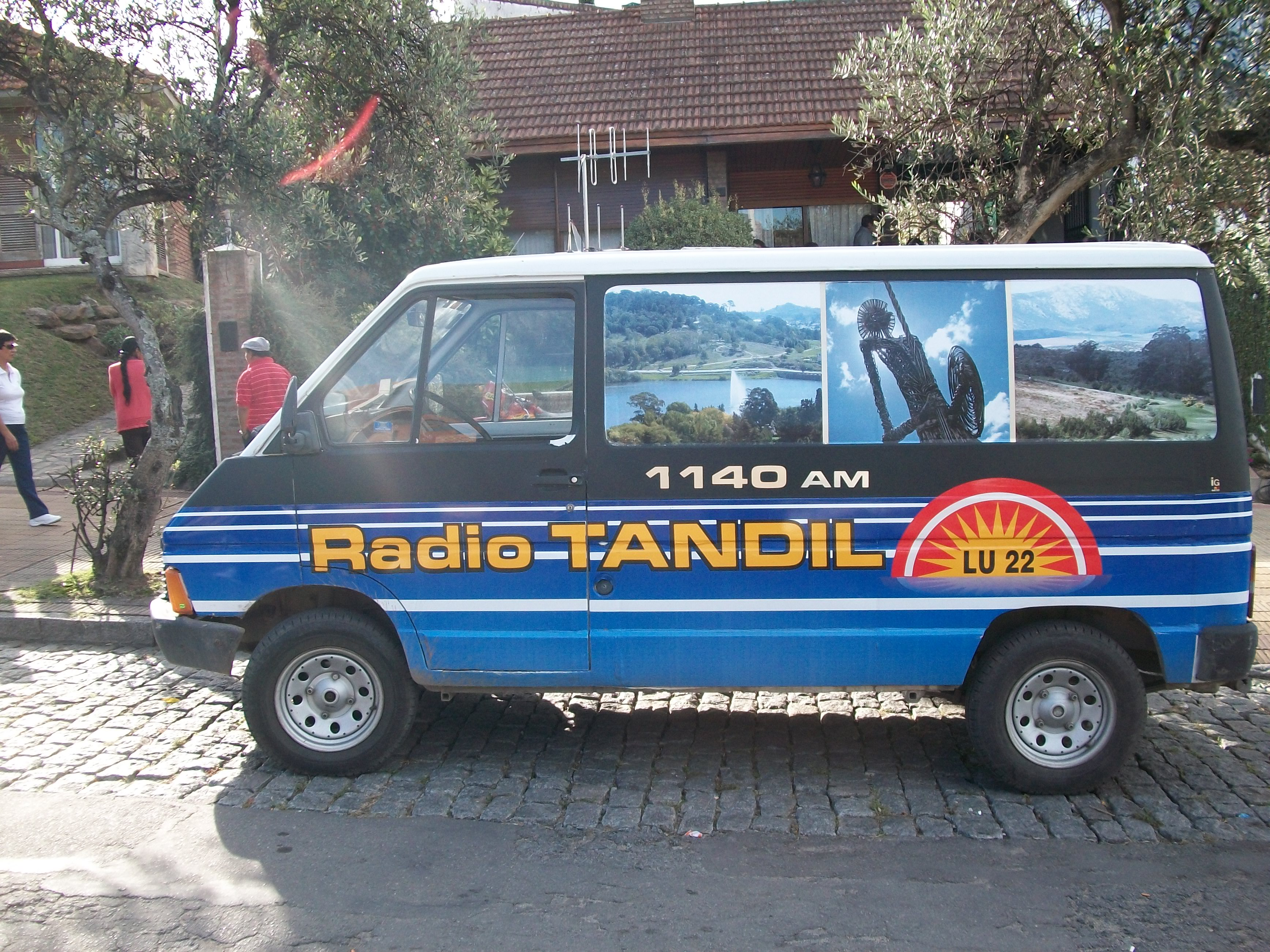

LU22 Radio Tandil es una estación de radio argentina que transmite desde Tandil desde el 1 de enero de 1970.

## Historia
Radiodifusora Tandil SRL (LU22 Radio Tandil) fue fundada el 1 de enero de 1970. Sus estudios de AM y FM,así como el Estudio Mayor con capacidad para 70 personas y oficinas, se ubican en pleno centro de Tandil, en tanto su planta transmisora, está ubicada en el paraje Arroyo Seco, contando con una antena de 125 metros.
Su Frecuencia original fue en 1300 kHz (con 5 kW de potencia) y el 15 de septiembre de 1979 incorporó la primera Frecuencia Modulada de la ciudad serrana, emitiendo en sistema monoaural en 88.3 MHz, pasando en 1987 a transmitir en 97.1 MHz (estéreo), la cual más tarde se denominaría "FM Galáctica".
Actualmente, su Frecuencia de AM, está ubicada en 1140 kHz y cuenta con una potencia de 10 kW transmitiendo. También posee un diario digital: radiotandil.com